# ديفيد ريتشاردز (ضابط في الجيش البريطاني)
الجنرال السير ديفيد ريتشارد (بالإنجليزية: David Julian Richards, Baron Richards of Herstmonceux)‏ (ولد في 4 مارس 1952). هو جنرال متقاعد في الجيش البريطاني كان سابقا رئيس هيئة أركان الدفاع، ورئيس المهنية للقوات المسلحة البريطانية. نجح قائد القوات الجوية المارشال السير جوك ستيراب في هذا الدور في 29 أكتوبر 2010.